# Мурау
Мурау (нем. Murau) — окружной центр в Австрии, в федеральной земле Штирия.
Входит в состав округа Мурау. Население составляет 2191 человек (на 31 декабря 2005 года). Занимает площадь 10,75 км². Официальный код — 61 411.

## Политическая ситуация
Бургомистр коммуны — Херберт Бахер (АНП) по результатам выборов 2005 года.
Совет представителей коммуны (нем. Gemeinderat) состоит из 15 мест.
- АНП занимает 8 мест.
- СДПА занимает 4 места.
- Партия Bündnis Murau занимает 2 места.
- Зелёные занимают 1 место.

## Известные уроженцы
- Ульрих фон Лихтенштейн